# Tout c'qu'on a…
Albums de Sinsemilia
Résistances Sinsé part en live
Tout c'qu'on a est le troisième album studio de Sinsemilia, sorti en juin 2000.
Toutes les chansons sont écrites par Mike sauf Jeu d'enfants écrite par Fafa Daïan (trompettiste du groupe). 

## Liste des Chansons
1. Le Futur
2. Ce Style
3. Jamais une mélodie...
4. ...ne rendra beau l'immonde (feat LKJ)
5. Née Elle
6. Comme dans une course
7. Au Pays de l'illusion
8. La Nausée
9. Amour Gloire et Beauté
10. Real Friends
11. Histoire de...
12. Jeu d'enfants
13. Tout c'qu'on a...